# 1er arrondissement de Porto-Novo
Pour un article plus général, voir Arrondissements de Porto-Novo.
Pour les articles homonymes, voir 1er arrondissement.
Le 1er arrondissement de Porto-Novo est l'un des cinq arrondissements de la commune de Porto-Novo dans le département de l'Ouémé au Bénin.

## Géographie

### Localisation
Le 1er arrondissement est situé au Sud-Est de la commune de Porto-Novo, capitale de la république du Bénin.
|                                 | 4e arrondissement de Porto-Novo  |         |
| 2e arrondissement de Porto-Novo | 1er arrondissement de Porto-Novo | Adjarra |
|                                 | Sèmè-Kpodji                      |         |

### Administration
Sur les 100 villages et quartiers de ville que compte la commune de Porto-Novo, le 1er arrondissement en groupe 29 quartiers que sont, : 
1. Accron-Gogankomey
2. Adjègounlè
3. Adomey
4. Ahouantikomey
5. Akpassa Odo Oba
6. Avassa Bagoro Agbokomey
7. Ayétoro
8. Ayimlonfidé
9. Déguèkomè
10. Dota-Attingbansa-Azonzakomey
11. Ganto
12. Gbassou-Itabodo
13. Gbêcon
14. Guévié-Zinkomey
15. Hondji-Honnou Filla
16. Houègbo-Hlinkomey
17. Houéyogbé-Gbèdji
18. Houèzounmey
19. Idi-Araba
20. Iléfiè
21. Kpota Sandodo
22. Lokossa
23. Oganla-Gare-Est
24. Sadognon-Adjégounlè
25. Sadognon-Woussa
26. Sagbo Kossoukodé
27. Sokomey-Toffinkomey
28. Togoh – Adankomey
29. Vêkpa

## Histoire
Le 1er arrondissement de Porto-Novo est une subdivision administrative béninoise. Dans le cadre de la décentralisation au Bénin, Il devient officiellement un arrondissement de la commune de Porto-Novo le 27 mai 2013 après la délibération et adoption par l'Assemblée nationale du Bénin en sa séance du 15 février 2013 de la loi no 2013-05 du 15/02/2013 portant création, organisation, attributions et fonctionnement des unités administratives locales en République du Bénin,.

## Population et société

### Démographie
Selon le recensement général de la population et de l'habitat de la population de 2013 conduit par l'Institut national de la statistique et de l'analyse économique (INSAE), le 1er arrondissement compte 8498 ménages avec 33 161 habitants,.
| Indicateur           | 2013  |
| -------------------- | ----- |
| Nombre de ménages    | 8498  |
| Population masculine | 15434 |
| Population féminine  | 17727 |
| Population totale    | 33161 |

La population est composée de plusieurs ethnies et groupes socioculturels. Il s'agit notamment des Gouns et des Yorubas avec plus de 80 % de la population, et forment les groupes dominants. On y rencontre également les ethnies comme les Ajas, Dendis, Toffins, Minas, okpas, Sèto et Tori,.

### Économie
La population pour ses sources de revenus, mène des activités agricoles, la pêche et le commerce.